# Valenciennea muralis
Valenciennea muralis es una especie de peces de la familia de los Gobiidae en el orden de los Perciformes.

## Morfología
Los machos pueden llegar a alcanzar los 16 cm de longitud total.

## Reproducción
Es ovíparo

## Alimentación
Come pequeños invertebrados.

## Hábitat
Es un pez de mar y, de clima tropical y asociado a los  arrecifes de coral que vive entre 1-15 m de profundidad.

## Distribución geográfica
Se encuentra al este del Índico y en el Pacífico occidental de clima tropical.

## Observaciones
Es inofensivo para los humanos.